# Naissance en 1012
Naissance
- 1008
- 1009
- 1010
- 1011
- 1012
- 1013
- 1014
- 1015
- 1016

Cette page dresse une liste de personnalités nées au cours de l'année 1012 :
- Arnórr jarlaskáld (en), scalde islandais.
- Baudouin V de Flandre, dit le Pieux ou de Lille, comte de Flandre.
- Benoît IX, né Théophylacte de Tusculum, pape à trois reprises.
- Durand de Troarn, premier abbé de Saint-Martin de Troarn.
- Guo (en), impératrice chinoise.
- Maria Dobroniega de Kiev, princesse russe de la famille des Riourikides, duchesse de Pologne.
- Marpa, maître laïc bouddhiste, qui a transmis la lignée Karma-kagyu d'Inde au Tibet. Fondateur tibétain de cette lignée, il est un des maillons la lignée du Rosaire d´Or.
- Rongdzom Tchökyi Zangpo, maître tibétain Nyingmapa.
- Cai Xiang, calligraphe, Érudit fonctionnaire, ingénieur et poète chinois.